# SOS (песня ABBA)
«SOS» (первоначальное название: «Turn Me On») — третий сингл шведской группы ABBA из их одноимённого альбома 1975 года, выпущен на лейблах Polar Music, Epic и Atlantic. В качестве второй стороны была использована песня «Man in the Middle». Агнета Фэльтскуг также записала эту песню на шведском языке для сольного альбома 1975 года «Elva kvinnor i ett hus».

## История
Песня «SOS» была написана Бенни Андерссоном, Бьорном Ульвеусом и Стигом Андерсоном. Последний и придумал название песни, хотя текст, первоначально тоже написанный им, был переработан Ульвеусом. «SOS» стала первой из песен, подготовленных для альбома ABBA.
Несмотря на хорошую «запоминаемость» песни, не она, а композиция «So Long» была выбрана ведущим синглом альбома. Возможной причиной является тот факт, что «So Long» ближе по темпу и ритму к другому хиту группы, «Waterloo», с которым они выиграли Евровидение-1974.
ABBA исполняют отрывки из песни в фильме «ABBA: The Movie» (1977).

## Музыкальное видео
Песня была предметом одного из первых новаторских музыкальных клипов, созданных режиссёром Лассе Халльстрёмом для группы. Большая часть клипа снималась с верхнего ракурса, как будто с башни или маяка, лица музыкантов иногда искажаются, словно пробиваясь сквозь призму.

## Позиции в чартах
Сингл «SOS» занял первые места в чартах таких стран, как Новая Зеландия, Австралия, Мексика, ЮАР, Бельгия и ФРГ, достиг топ-5 в Италии, Австрии, Нидерландах, Норвегии, Родезии, Швейцарии и Ирландии. В Великобритании сингл стал № 6, в США он попал в топ-20.
Любопытно, что Джон Леннон назвал «SOS» одной из его любимых поп-песен, а Пит Таунсенд назвал её своей самой любимой песней в стиле поп.
Еженедельные чарты:
| Чарт (1975)                          | Позиция |
| ------------------------------------ | ------- |
| Australian ARIA Singles Chart        | 1       |
| Austrian Singles Chart               | 2       |
| Belgian VRT Top 30 Singles Chart     | 1       |
| Canadian Singles Chart               | 9       |
| Dutch Top 40                         | 2       |
| German Singles Chart                 | 1       |
| Irish Singles Chart                  | 4       |
| Italian FIMI Singles Chart           | 2       |
| New Zealand RIANZ Singles Chart      | 1       |
| Norwegian VG-lista Singles Chart     | 2       |
| Swiss Singles Chart                  | 3       |
| UK Singles Chart                     | 6       |
| U.S. Billboard Hot 100               | 15      |
| Чарт (2001)                          | Позиция |
| Japanese Oricon Weekly Singles Chart | 15      |

Годовые чарты:
| Год  | Чарт                  | Позиция |
| ---- | --------------------- | ------- |
| 1975 | Канада (RPM Year-End) | 160     |

## Кавер-версии
- Версия Агнеты Фельтског стала её вторым синглом из пятого сольного альбома «Elva kvinnor i ett hus» (с швед.  одиннадцать женщин в одном доме). Она стала единственной песней из этого альбома, не написанной самой Фэльтскуг. Несмотря на то, что Агнета никогда не занималась продвижением песни в Швеции, она заняла четвёртую позицию в чарте шведских синглов 1 января 1976 года, а также стала № 3 в Svensktoppen, продержавшись в листинге 11 недель, начиная с 22 ноября 1975 года.

- В альбоме-сборнике Odds & Sods — Mis-takes & Out-takes группы Manfred Mann’s Earth Band (2005) представлено концертное исполнение этой песни.

- Кавер песни выпущен в альбоме Heart of Steel 2000 года немецкой пауэр-метал группы At Vance.